# Nightmares (Architects)
Nightmares  è il primo album in studio del gruppo musicale inglese Architects, pubblicato nel 2006.

## Tracce
1. To the Death – 2:41
2. You Don't Walk Away from Dismemberment – 4:58
3. Minesweeper – 3:32
4. They'll Be Hanging Us Tonight – 3:31
5. This Confession Means Nothing – 3:29
6. In the Desert – 4:05
7. A Portrait for the Deceased – 4:23
8. The Darkest Tomb – 3:42

## Formazione
- Matt Johnson - voce
- Tim Hiller-Brook - chitarra
- Tom Searle - chitarra
- Tim Lucas - basso
- Dan Searle - batteria